# François Bonard
Pour les articles homonymes, voir Bonard et Bonardi.
François Bonard (francisation de Francesco Bonardi) (mort à Gimont le 30 novembre 1595) est un franciscain italien qui fut évêque de Couserans de 1581 à 1592.

## Biographie
Francesco Bonardi dit François Bonard est originaire de Mondovi dans le Piémont et issu d'une famille connue depuis le XIIIe siècle. Il entre dans l'ordre des franciscains et rejoint le couvent des Mineurs observantins de cette ville. Il semble qu'il enseigne ensuite la théologie à Mondovi, car l'on mentionne encore ses traités, estimés et célèbres dans l'ordre à son époque. Il acquiert également une grande réputation de prédicateur. Il vint en France sous le règne de Charles IX dans le but de prêcher contre le calvinisme. 
Henri III  pour le récompenser le nomme le 6 novembre 1581, évêque de Couserans, un siège épiscopal vacant depuis la mort d'Hector d'Ossun en 1574. Il est préconisé par le pape Grégoire XIII dans le consistoire du 11 novembre suivant et en 1584, il reçoit en commende l'abbaye de Planselve. François Bonard devient alors l'un des chefs de la Ligue catholique locale et lors des États de Béarn qui se tiennent en avril 1586 à Salies, conjointement avec le gentilhomme Philibert d'Orbessan, ils attirent l'attention de l'assemblée sur le danger que représentent encore les réformés du Comminges, notamment pour Saint-Girons et Saint-Lizier qui ont déjà été prises en 1576 et 1579. Après que la nouvelle du meurtre du duc François de Guise soit parvenue à Toulouse, le 3 janvier 1589 il reçoit son représentant Pierre d'Hautpoul aux États et fait adopter les articles de la Sainte Union.
En 1592, il se démet de son évêché et organise la succession et répartit ses bénéfices ecclésiastiques entre ses deux neveux : Balthazar Bonard († 1619) qui est pourvu à sa mort de la commende de l'abbaye de Planselve qu'il résigne en 1611 en faveur de Louis de Nogaret de La Valette d'Épernon et Jérôme de Langue, un frère mineur, qui est désigné comme évêque de Couserans et consacré à Rome. Il meurt à un « âge avancé » dans son abbaye le 30 novembre 1595.